# Morti nel 1977/Aprile
| Questa pagina contiene informazioni ricavate automaticamente dalle voci biografiche con l'ausilio del template Bio e di un bot. L'aggiornamento è periodico e automatico e ricostruisce completamente la pagina. Se manca una persona in questa lista, sei pregato di non aggiungerla, ma accertati piuttosto che la sua voce biografica contenga il template Bio e che i dati anagrafici siano correttamente compilati. Se il template Bio manca, inseriscilo tu stesso o, in alternativa, metti l'avviso {{tmp\|Bio}} che ne segnala la mancanza. Se i dati riportati sono sbagliati, correggi direttamente la voce biografica; le modifiche saranno visibili in questa lista entro pochi giorni. Per chiarimenti vedi il progetto biografie. La lista contiene solo le 91 persone che sono citate nell'enciclopedia e per le quali è stato implementato correttamente il template Bio. Pagina aggiornata al 3 mar 2024. |

- 1º aprile - Vincenzo Caruso, carabiniere italiano (n. 1950)
- 1º aprile - Stefano Condello, carabiniere italiano (n. 1930)
- 1º aprile - Maurizio Garino, anarchico e sindacalista italiano (n. 1892)
- 1º aprile - Umberto Natali e Amina Nuget,  italiano (n. 1900)
- 1º aprile - Cyril Radcliffe, politico britannico (n. 1899)
- 2 aprile - Carlo Colonna di Paliano, politico italiano (n. 1901)
- 2 aprile - Oscar Olstad, ginnasta norvegese (n. 1887)
- 3 aprile - Wilhelm Boger, militare tedesco (n. 1906)
- 3 aprile - Randy Cleek, pilota motociclistico statunitense (n. 1955)
- 3 aprile - Ursula Grabley, attrice e doppiatrice tedesca (n. 1908)
- 4 aprile - Andrea Gregar, allenatore di calcio e calciatore italiano (n. 1900)
- 5 aprile - Carlos Prío Socarrás, politico cubano (n. 1903)
- 6 aprile - Pat Evans, pilota motociclistico statunitense (n. 1955)
- 6 aprile - Francesco Lami, politico italiano (n. 1910)
- 7 aprile - Siegfried Buback, magistrato tedesco (n. 1920)
- 7 aprile - Otto Gold, pattinatore artistico su ghiaccio cecoslovacco (n. 1909)
- 7 aprile - Sheina Marshall, biologa scozzese (n. 1896)
- 7 aprile - Karl Ritter, regista, produttore cinematografico e sceneggiatore tedesco (n. 1888)
- 7 aprile - Jim Thompson, scrittore e sceneggiatore statunitense (n. 1906)
- 7 aprile - Alberto Tiberti, calciatore italiano (n. 1911)
- 8 aprile - Hermann Fränkel, filologo classico tedesco (n. 1888)
- 8 aprile - Dezső Gencsy, calciatore e allenatore di calcio ungherese (n. 1897)
- 8 aprile - Hans Pulver, allenatore di calcio e calciatore svizzero (n. 1902)
- 8 aprile - Philibert Smellinckx, calciatore belga (n. 1911)
- 8 aprile - Stefanija Ivanivna Turkevyč-Lukijanovyč, compositrice, pianista e musicologa ucraina (n. 1898)
- 9 aprile - Julia Heron, scenografa statunitense (n. 1897)
- 10 aprile - Bob Harris, cestista statunitense (n. 1927)
- 10 aprile - Jean Rambaud, religioso e teologo francese (n. 1908)
- 11 aprile - Karen Krantzcke, tennista australiana (n. 1947)
- 11 aprile - Henri-Irénée Marrou, storico francese (n. 1904)
- 11 aprile - Mauro Picone, matematico italiano (n. 1885)
- 11 aprile - Jacques Prévert, poeta e sceneggiatore francese (n. 1900)
- 11 aprile - Ludomił Rayski, generale e aviatore polacco (n. 1892)
- 12 aprile - Beaumont Asquith, calciatore inglese (n. 1910)
- 12 aprile - Cesare Mariani, giornalista, dirigente sportivo e calciatore italiano (n. 1899)
- 12 aprile - Zenzo Shimizu, tennista giapponese (n. 1891)
- 13 aprile - Aleksandr Il'ič Rodimcev, generale sovietico (n. 1905)
- 13 aprile - Antonio Scamoni, dirigente sportivo, arbitro di calcio e calciatore italiano (n. 1886)
- 14 aprile - Almir Nélson de Almeida, cestista e allenatore di pallacanestro brasiliano (n. 1923)
- 14 aprile - Vittorio De Zanche, vescovo cattolico italiano (n. 1888)
- 14 aprile - Girolamo Li Causi, politico e giornalista italiano (n. 1896)
- 14 aprile - Giovanni Orlandi, velocista italiano (n. 1898)
- 14 aprile - Rinaldo Pellegrini, medico italiano (n. 1883)
- 15 aprile - Carlo Balić, religioso, teologo e francescano croato (n. 1899)
- 15 aprile - Nicolás Franco, generale e politico spagnolo (n. 1891)
- 16 aprile - Michelangelo Galioto, politico italiano (n. 1897)
- 16 aprile - Mikuláš Jordán, pittore slovacco (n. 1892)
- 16 aprile - Francisco Matarazzo Sobrinho, mecenate, imprenditore e politico brasiliano
- 17 aprile - Richard Brauer, matematico tedesco (n. 1901)
- 17 aprile - William John Conway, cardinale e arcivescovo cattolico irlandese (n. 1913)
- 17 aprile - Marjorie Gateson, attrice statunitense (n. 1891)
- 18 aprile - Hélène Hallier, attrice francese (n. 1898)
- 18 aprile - Irene Steer, nuotatrice britannica (n. 1889)
- 19 aprile - Günter Bruno Fuchs, poeta e scrittore tedesco (n. 1928)
- 19 aprile - Marion Gering, regista russo (n. 1901)
- 19 aprile - María Rosa Oliver, scrittrice e attivista argentina (n. 1898)
- 19 aprile - Giuseppe Pancera, ciclista su strada italiano (n. 1899)
- 20 aprile - Wilmer Allison, tennista statunitense (n. 1904)
- 20 aprile - Bryan Foy, regista e produttore cinematografico statunitense (n. 1896)
- 20 aprile - Sepp Herberger, calciatore e allenatore di calcio tedesco (n. 1897)
- 20 aprile - Giuseppe Marazzita, politico italiano (n. 1899)
- 20 aprile - Guido Mazza, calciatore italiano (n. 1903)
- 21 aprile - Gummo Marx, comico, attore e imprenditore statunitense (n. 1892)
- 21 aprile - Settimio Passamonti, poliziotto italiano (n. 1954)
- 22 aprile - Arvo Haavisto, lottatore finlandese (n. 1900)
- 22 aprile - Giuseppe Spalla, pugile italiano (n. 1896)
- 22 aprile - Edward Van Dijck, ciclista su strada belga (n. 1918)
- 23 aprile - Denis Compton, crickettista e calciatore inglese (n. 1918)
- 23 aprile - Ramiro Cortés, cestista uruguaiano (n. 1931)
- 23 aprile - Boris Demidovič, matematico sovietico (n. 1906)
- 23 aprile - Nereo Vianello, bibliografo e critico letterario italiano (n. 1929)
- 24 aprile - Alberto Apponi, scrittore, politico e antifascista italiano (n. 1906)
- 24 aprile - Mauro Racca, schermidore italiano (n. 1912)
- 25 aprile - Cayetano Córdova Iturburu, scrittore, poeta e giornalista argentino (n. 1902)
- 25 aprile - Opika von Méray Horváth, pattinatrice artistica su ghiaccio ungherese (n. 1889)
- 25 aprile - Lev Muchin, pugile sovietico (n. 1936)
- 26 aprile - Mwambutsa Bangiricenge, re burundese (n. 1912)
- 26 aprile - Sandro Giovannini, commediografo italiano (n. 1915)
- 26 aprile - Maria Grandinetti Mancuso, pittrice e giornalista italiana (n. 1891)
- 27 aprile - Stanley Adams, attore statunitense (n. 1915)
- 27 aprile - Scott Bradley, compositore, pianista e direttore d'orchestra statunitense (n. 1891)
- 28 aprile - Ricardo Cortez, attore e regista austriaco (n. 1899)
- 28 aprile - Fulvio Croce, avvocato e partigiano italiano (n. 1901)
- 28 aprile - Lorenzo Modulo, calciatore italiano (n. 1898)
- 28 aprile - Giuseppe Trivellini, calciatore italiano (n. 1895)
- 28 aprile - Vincenzo Zucca, politico italiano (n. 1904)
- 29 aprile - Gianni Cucelli, tennista italiano (n. 1916)
- 29 aprile - Amelio Lami, calciatore italiano (n. 1915)
- 29 aprile - Nello Niccoli, militare e partigiano italiano (n. 1890)
- 30 aprile - Angelo Giacomazzi, arrangiatore, direttore d'orchestra e compositore italiano (n. 1907)
- 30 aprile - Adolf Stelzer, calciatore svizzero (n. 1908)